# Леді співає блюз
Фільм Леді співає блюз (англ. Lady Sings the Blues) — американська біографічна драма 1972 року.

## Сюжет
Драматична історія легендарної джазової співачки Біллі Голідей, чиє життя було загублене наркотиками. Річард Прайор зіграв піаніста, який супроводжував Голідей протягом всієї кар'єри і загиув на її очах від рук бандитів, які вибивали з нього борг за героїн.

## У ролях
- Даяна Росс — Біллі Голідей
- Біллі Ді Вільямс — Луї Маккей
- Річард Прайор — піаніст
- Джеймс Т. Каллаган — Редж Генлі
- Пол Гемптон — Гаррі
- Сід Мелтон — Джеррі